# Finland i olympiska vinterspelen 1988
Finland deltog i olympiska vinterspelen 1988. Truppen bestod av 53 idrottare, 46 män och 7 kvinnor.

## Medaljer

### Guld
- Längdskidåkning
  - Damer 5 km: Marjo Matikainen
- Backhoppning
  - Herrar K120 individuell (90 m): Matti Nykänen
  - Herrar K120 lag (90 m): Ari-Pekka Nikkola, Matti Nykänen, Jari Puikkonen, Tuomo Ylipulli
  - Herrar K90 individuell (70 m): Matti Nykänen

### Silver
- Ishockey
  - Herrar: Timo Blomqvist, Kari Eloranta, Raimo Helminen, Iiro Järvi, Esa Keskinen, Erkki Laine, Kari Laitinen, Erkki Lehtonen, Jyrki Lumme, Reijo Mikkolainen, Jarmo Myllys, Teppo Numminen, Janne Ojanen, Arto Ruotanen, Reijo Ruotsalainen, Simo Saarinen, Kai Suikkanen, Timo Susi, Jukka Tammi, Jari Torkki, Pekka Tuomisto, Jukka Virtanen

### Brons
- Längdskidåkning
  - Damer 10 km: Marjo Matikainen
  - Damer 4 x 5 km stafett: Marja-Liisa Kirvesniemi, Marjo Matikainen, Pirkko Määttä, Jaana Savolainen